# Nulvi
Nulvi település Olaszországban, Szardínia régióban, Sassari megyében. Lakosainak száma 2636 fő (2023. január 1.). Nulvi Chiaramonti, Martis, Osilo, Sedini, Tergu, Laerru és Ploaghe községekkel határos.

## Népesség
A település lakossága az elmúlt években az alábbi módon változott:
| Lakosok száma | 2732 | 2708 | 2636 |
|               | 2017 | 2018 | 2023 |